# تپه هیگه چال پشی
تپه هیگه چال پشی در شهرستان خرم‌آباد، بخش دوره چگنی، دهستان کشکان، ۵۰۰ متری شمال غربی روستای چرخستانه واقع شده و این اثر در تاریخ ۲۲ اسفند ۱۳۸۵ با شمارهٔ ثبت ۱۸۱۸۲ به‌عنوان یکی از آثار ملی ایران به ثبت رسیده‌است.